# Linia kolejowa nr 570
Linia kolejowa nr 570 – magistralna, zelektryfikowana, jednotorowa linia kolejowa znaczenia państwowego łącząca stację Psary z posterunkiem odgałęźnym Starzyny.
Linia stanowi łącznicę między Centralną Magistralą Kolejową a linią kolejową nr 64 i umożliwia tym samym przejazd pociągów pomiędzy Krakowem a Warszawą i Łodzią. W sierpniu 2024 PKP PLK ogłosiły przetarg na dokumentację projektową dotyczącą przebudowy linii. W przyszłości ma się ona zaczynać na stacji Psary w torze nr 3b i posiadać dwa tory – z łagodniejszym łukiem w kierunku Starzyn – o prędkości maksymalnej 160 km/h (w miejsce obecnych 100 km/h).